# Avully

Avully  é uma comuna suíça do Cantão de Genebra que fica redeada por Dardagny, Cartigny, Chancy. Avusy, e o País de Gex, na frança a Este. O Ródano faz de fronteira, a Norte, com Dardagny.
Segundo o Departamento Federal de Estatísticas Avully ocupa uma superfeicie de 4.61 km2 com uma cobertura agrícola de 64% e unicamente 14% habitável. De notar que a população que era de 1040 em 1970 passou para 1795 em 1980 e tem vindo a diminuir pois tinge os 1732 habitantes em 2008.